# Andøy
Andøy ist eine Kommune im norwegischen Fylke Nordland. Die Kommune hat 4542 Einwohner (Stand: 1. Januar 2025). Verwaltungssitz ist die Ortschaft Andenes.

## Geografie

### Lage
Die Gemeinde ist die nördlichste im Fylke Nordland und liegt auf der Inselgruppe Vesterålen. Zu Andøy gehören die Insel Andøya, der nordwestliche Bereich der Insel Hinnøya sowie etwa 190 weitere Inseln und Schären. Auf Hinnøya grenzt Andøy an die Gemeinde Sortland, die restlichen Grenzen verlaufen im Meer. Im Osten Andøyas liegt das Andfjord.
Die höchste Erhebung ist die Skardtindan mit einer Höhe von 890 moh. Sie befindet sich auf der Insel Hinnøya an der Grenze zu Sortland. Das Küstengebiet Andøyas ist flach und ein Großteil des flachen Bereichs ist ein Moorgebiet. Die Moorfläche macht etwa 40 Prozent des gesamten Gemeindeareals aus. In Teilen davon werden Moltebeeren angebaut.

### Klima
Das Klima ist aufgrund der Lage am Golfstrom verglichen mit anderen Orten auf gleichem Breitengrad relativ mild. Es wird vermutet, dass die Ortschaft Bleik auf der Insel Andøya während der letzten Eiszeit der einzige eisfreie Ort Norwegens war.

## Einwohner
Ein Großteil der Einwohner lebt in Siedlungen an der Küste. In der Gemeinde liegen zwei sogenannte Tettsteder, also zwei Ansiedlungen, die für statistische Zwecke als eine städtische Siedlung gewertet werden. Diese sind Andenes mit 2499 und Bleik mit 444 Einwohnern (Stand: 1. Januar 2024). Beide liegen im Norden der Insel Andøya.
Zwischen 1950 und 1970 stieg die Einwohnerzahl an, im Jahr 1971 erreichte sie mit 8060 Einwohnern ihren höchsten Wert. Der Anstieg ging vor allem mit dem Ausbau der Niederlassung der norwegischen Streitkräfte in Andenes einher. Anschließend sank die Einwohnerzahl bis 2017 erneut um 39 Prozent.
Die Einwohner der Gemeinde werden Andværing genannt. Andøy hat wie viele andere Kommunen der Provinz Nordland weder Nynorsk noch Bokmål als offizielle Sprachform, sondern ist in dieser Frage neutral.
| Jahr          | 1986 | 1990 | 1995 | 2000 | 2005 | 2010 | 2015 | 2020 | 2025 |
| ------------- | ---- | ---- | ---- | ---- | ---- | ---- | ---- | ---- | ---- |
| Einwohnerzahl | 6894 | 6574 | 6211 | 5744 | 5341 | 5002 | 4991 | 4663 | 4542 |

## Geschichte
Bei Risøyhamn und in Andenes gibt es Funde, unter anderem Höfe, aus der Eisenzeit. In beiden Orten befinden sich Abteilungen des Museums Andøymuseet. Nach der Einführung der kommunalen Selbstverwaltung im Jahr 1837 wurde die Kommune Dverberg gegründet, die das gleiche Gebiet umfasste wie die heutige Gemeinde Andøy. Dverberg wurde am 1. Januar 1924 in Dverberg, Bjørnskinn und Andenes aufgespalten. Zum Jahresbeginn 1964 wurden sie erneut zusammengeführt, allerdings nun unter dem Namen Andøy.
In der Gemeinde liegen mit der Dverberg kirke, der Bjørnskinn kirke und der Andenes kirke drei Holzkirchen aus dem 19. Jahrhundert. Unter und nach dem Zweiten Weltkrieg wurde versucht, auf Andøya Bergbau auf Kohle zu betreiben, was sich allerdings als unwirtschaftlich herausstellte. Die Versuche wurden daraufhin wieder eingestellt.
Bei der Parlamentswahl 2017 erhielt die Senterpartiet etwa 70 Prozent der Stimmen, zuvor lag der Wert bei der Kommunalwahl 2015 bei 10,7 Prozent. Grund für die hohen Werte bei der Parlamentswahl war, dass im Jahr 2016 die Regierungsparteien der Regierung Solberg sowie die Arbeiderpartiet im Nationalparlament Storting für die Schließung der Andøy flystasjon, dem Militärstützpunkt am Flughafen Andøya, stimmten.

## Infrastruktur und Wirtschaft

### Verkehr
An der Nordostküste Andøyas südlich von Andenes befindet sich der Flughafen Andøya, Andenes. Der Fylkesvei 82 stellt sowohl auf Hinnøya als auch auf Andøya die Verbindung zum Riksvei 85 und somit auch zur Europastraße 10 (E10) her.
Im Ort Risøyhamn legen Schiffe der Hurtigruten an. Mit etwa 200 Einwohnern stellt die Ortschaft die kleinste Anlegestelle der Schiffslinie dar. An der Nordküste Andøyas liegt der Andenes fyr, ein 45 Meter hohes Leuchtfeuer aus dem Jahr 1859.

### Wirtschaft
Eine wichtige Einnahmequelle der Kommune stellt die Fischerei dar. Früher war auch die Landwirtschaft von großer Bedeutung, diese ging über die Zeit jedoch stark zurück. Es wird dabei vor allem auf die Milch- und Fleischproduktion gesetzt. Auf Hinnøya werden Teile der Fläche von Rentierhaltern genutzt. Die industrielle Produktion besteht zu einem großen Teil aus der Fischveredelung, des Weiteren ist die Holzwarenindustrie, die chemische Industrie und die Textilindustrie sowie der Maschinenbau in Andøya vertreten. Im Bereich des Tourismus setzt man vor allem auf Wintertourismus, der unter anderem auf den Polarlichtern basiert.
Im Jahr 2019 arbeiteten von 2212 Menschen 1907 in Andøy selbst, weitere Personen waren in den umliegenden Kommunen wie Sortland oder Tromsø tätig.

## Wappen und Name
Das seit 1983 offizielle Wappen Andøys zeigt in Blau eine silberne linke Sturzwoge. Es soll die nahe Verbindung der Gemeinde mit dem Meer symbolisieren.
Der Name der Kommune und der Insel Andøya leitet sich vom altnordischen Namen „Ǫmð“ oder „Ǫmd“ ab. Die Herkunft der alten Bezeichnung ist nicht genau gesichert. Die Nachsilbe „-øy“ bedeutet „Insel“.

## Persönlichkeiten
- Helmer Hanssen (1870–1956), Polarforscher
- Magnus Andersen (1916–1994), Politiker (Arbeiderpartiet), Minister und Wirtschaftsmanager
- Torstein Raaby (1920–1964), Polarforscher, Widerstandskämpfer, Abenteurer
- Johan Kleppe (1928–2022), Veterinärmediziner und Politiker

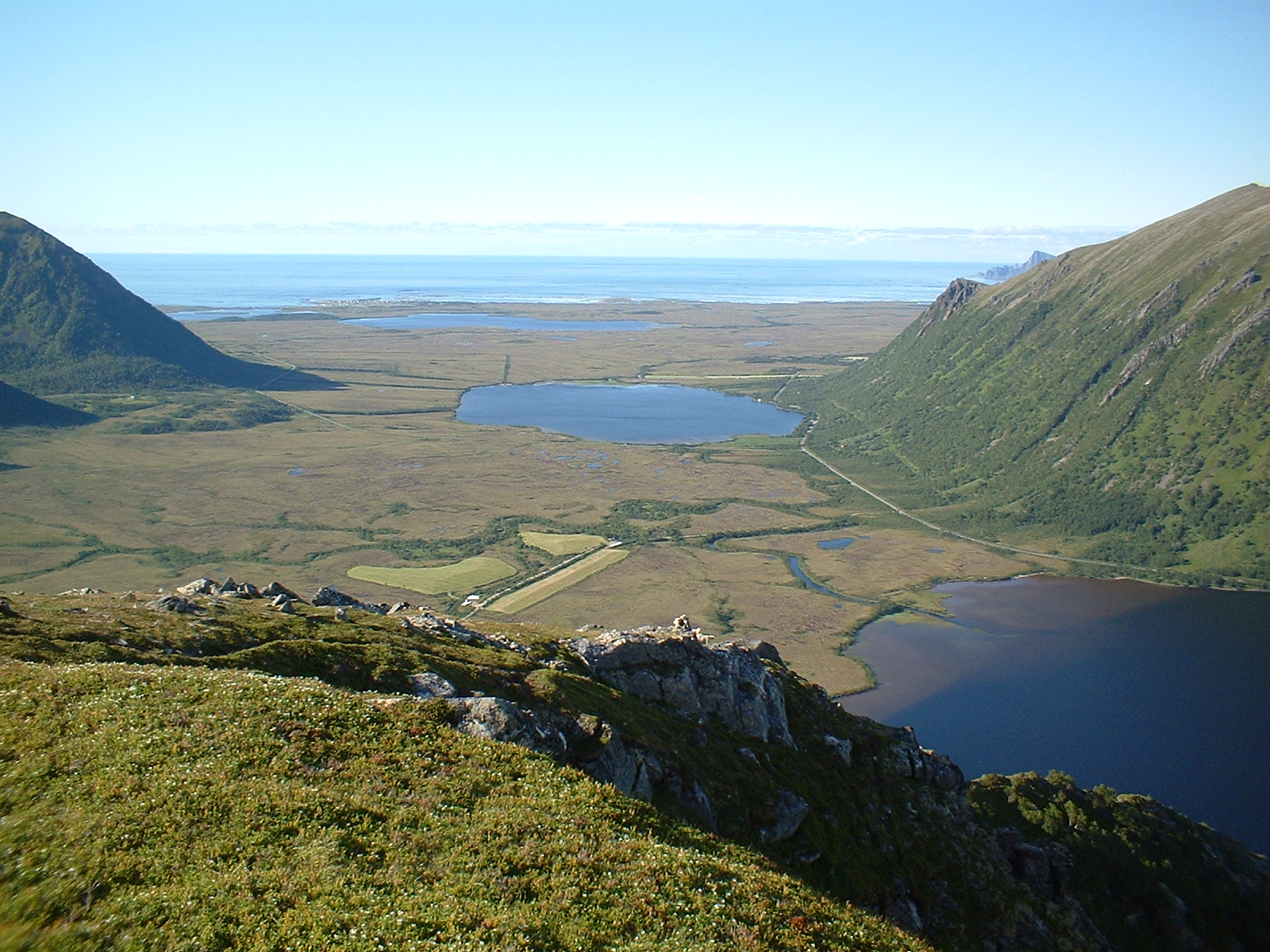
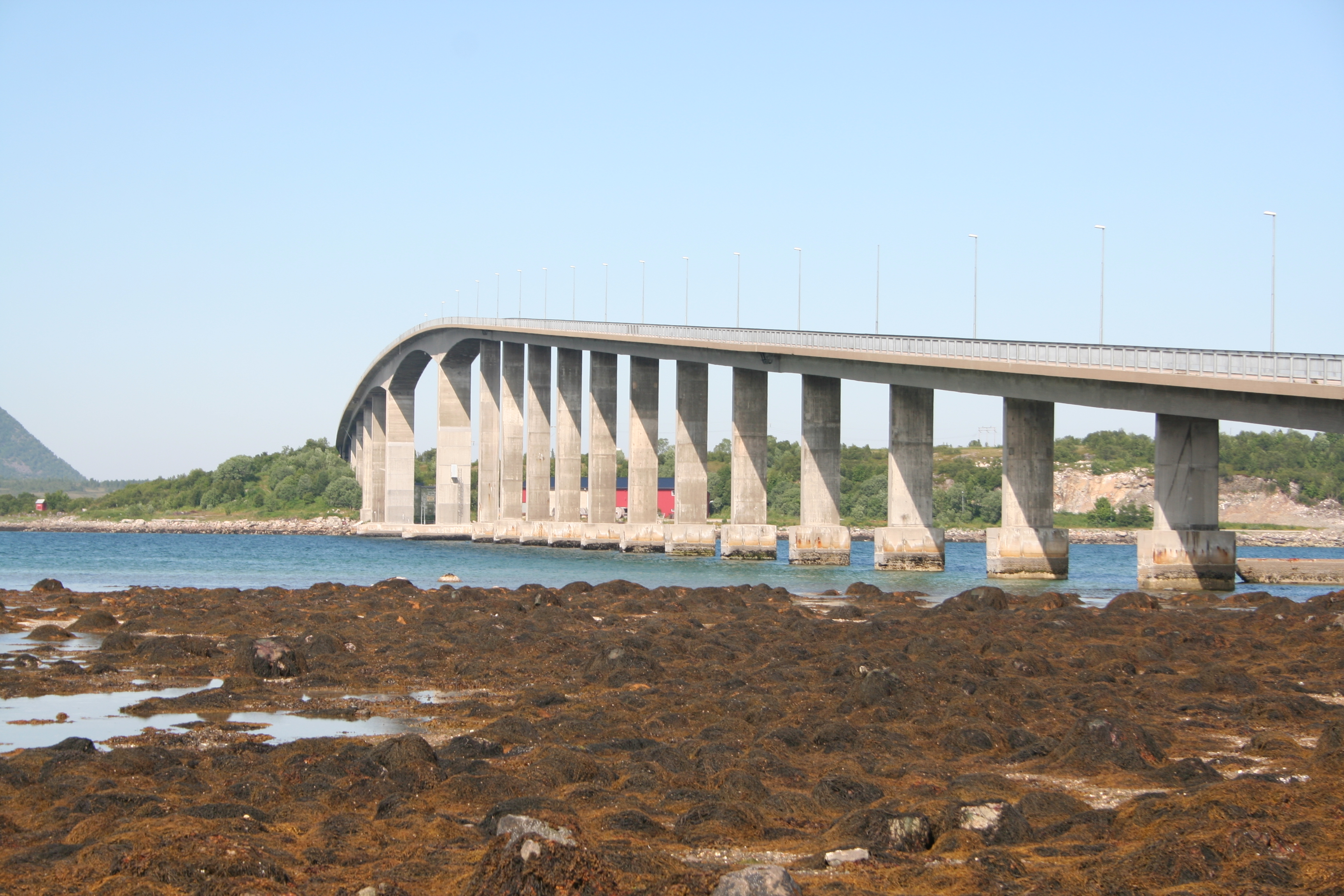
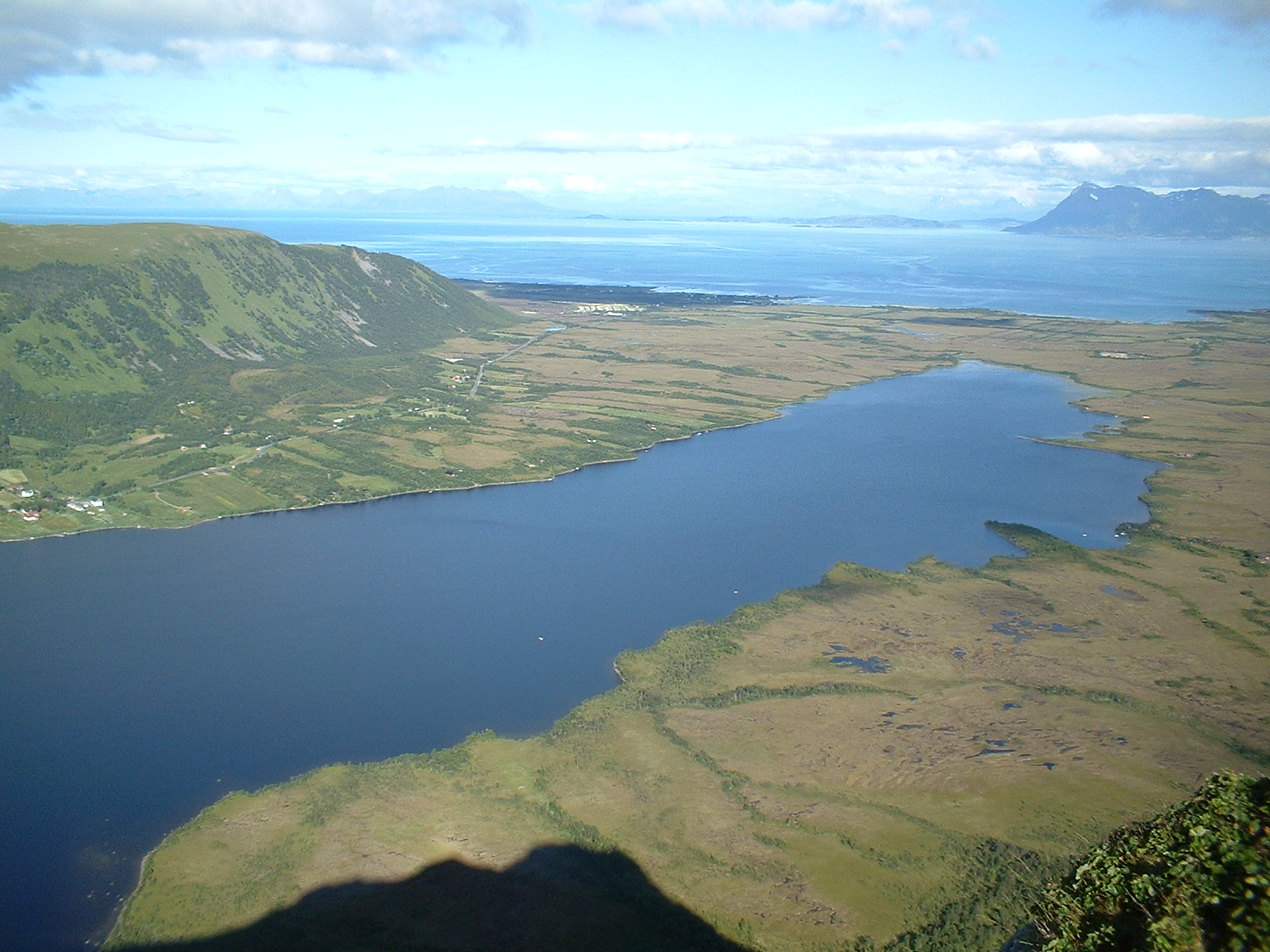